# Wybe Buma
Wybe Gerard van Haersma Buma (* 15. Dezember 1924 in Den Haag; † 28. August 1998 in Scheveningen) war ein niederländischer Jazzmusiker (Trompete, auch Gesang).

## Leben und Wirken
Buma erhielt in jungen Jahren Trompetenunterricht. Zwischen 1941 und 1943 spielte er bei den Blue Rhythm Gangsters von Eric Krans und nach der Befreiung der Niederlande bei den Dixieland Pipers. Von 1953 bis 1959 gehörte er als Trompeter zur Dutch Swing College Band; dort war er das erste Bandmitglied, das bei einer Aufnahme gesanglich in Erscheinung trat („Ice Cream“ im Juni 1959). Er spielte dann sechs Jahre lang bei den New Orleans Syncopators, mit denen es gleichfalls zu Aufnahmen kam (unter dem Pseudonym Peter Boss), aber auch mit seinem eigenen Orchester. Ab 1966 gehörte er zur Reunion Jazz Band, mit der er einige Platten einspielte. Auch nahm er mit weiteren Bands wie der Dixieland Reunie und der Revival Jazzband auf. Tom Lord verzeichnet 66 Aufnahmen zwischen 1950 und 1990.
Buma verstarb an den Folgen einer Krebserkrankung.